# Snowbirds Don’t Fly
Snowbirds Don’t Fly — сюжет из двух частей, опубликованный издательством DC Comics в выпусках Green Lantern/Green Arrow # 85-86 в 1971 году. Написан Деннисом О’Нилом и Нилом Адамсом, сюжет имел ярко выраженную антинаркотическую направленность и стал первым упоминанием наркотиков в любом ключе в комиксах DC. Он рассказывает о том, как Рой «Спиди» Харпер, юный подопечный Зелёной стрелы, который борется против торговцев наркотиков, начинает принимать наркотики и рассказывает об этом. Сюжет также считается первым изданием DC, затрагивающим тему такой серьёзности, что на обложку был помещён слоган «DC attacks youth’s greatest problem… DRUGS!» (рус. DC штурмует огромную проблему молодежи…наркотики!).

## Сюжет
Зелёная стрела Оливер Куинн и Зелёный Фонарь Хэл Джордан становятся жертвами нападения группы грабителей, которые стреляют в них из арбалета. Справившись с ними, Куинн обнаруживает, что арбалет заряжен его же зелёными стрелами. Среди нападавших, он замечает Спиди — своего подопечного. Выясняется, что это — группа наркоманов, которые пытаются достать денег на наркотик. Становится очевидно, что Спиди украл стрелы Куина для повышения эффективности своих ограблений. Разъярённый Куинн набрасывается на Спиди, который, по его мнению, предал его, ведь они оба боролись против уличной преступности и в том числе против торговцев наркотиками. У Спиди случается ломка, когда один из его сообщников умирает от передозировки. Фонарь и Стрела решают забрать у него дозу наркотиков, и узнают, что подсадил его на них генеральный директор одной из фармацевтических компаний, который прилюдно осуждал наркозависимость, а на самом деле является боссом преступной организации и таким образом, держал своих подчинённых в узде. В конце все трое посещают похороны умершего наркомана.

## История создания
Адамс рассказал, что в 1960-х годах, комиксы о Зелёном Фонаре были на грани отмены, что частично дало ему и О’Нилу творческую свободу, потому что многие думали, что комикс не выживает в любом случае. Они решили сконцентрироваться на более социально-мотивированных темах, а весной 1971 года, Адамсу пришла мысль сделать молодого Спиди наркозависимым. Затем, в мае-июне 1971 года, Marvel Comics выпустили сюжет «Green Goblin Reborn!» в выпусках The Amazing Spider-Man #96-98, в котором был показан Человек-паук, столкнувшийся с наркозависимостью своего друга. Сюжет стал первым комиксом, в котором упоминались наркотики, несмотря на запрет ассоциации Comics Code Authority, занимающейся цензурой. Позже, Адамс сказал: 

Мы могли бы выпустить свой сюжет первыми, и стали бы теми, кто сделал большой шаг в направлении. Глотание таблеток и хождение с крыши — не то, что происходит в этом случае на самом деле (имеется в виду сумасшедший наркоман, который чуть не упал с крыши, находясь под действием наркотиков в сюжете Marvel). Мы хотели, чтобы один из наших героев испытал на себе потенциально разрушительное действие наркотиков. Во всяком случае, через три недели после выхода, DC и Marvel встретились на совещании, где Кодекс был переписан. И мы выпустили нашу историю.
Коллега Адамса, Деннис О’Нил, считал наркоманию худшей из социальных проблем, что сделало её вполне подходящей для социально направленного комикса, которым стал сам О’Нил. О’Нил прокомментировал выбор наркозависимого героя: 

Мы выбрали Роя, чтобы добиться максимального эмоционального воздействия. Мы думали, что показать хорошего парня в муках наркомании, будет сильнее, чем любого другого возможного персонажа. Кроме того, мы хотели показать, что наркозависимыми становятся не только «плохие» или «неправильные» дети.
О’Нил также отметил, что никто в DC не был против как выбора персонажа, так и делателей сценария сюжета.

### Образ наркомании
На протяжении всей истории, Адамс и О’Нил изображают наркозависимых не как преступников, а как жертв. Для них это стало способом уйти от реальности, например, как для азиатов или афроамериканцев, которые входили в банду. Они выросли в бедных районах, среди засилия расизма, что сделало реальность невыносимой для них. Позже, уже в зрелом возрасте, Рой Харпер жалуется Хэлу Джордану, что поколение Джордана внушило детям слишком много лжи, например, о войне во Вьетнаме и многом другом, и он не считает, что злоупотребление наркотиками — это плохо. По его словам, он начал принимать наркотики сознательно, в надежде уйти из-под тогдашней опеки Куина, когда их дружба начала рушиться. Однако, Адамс и О’Нил показали историю так, что настоящим злодеем в ней был состоятельный бизнесмен и глава преступной группы Соломон Купер. Писатели открыто заявили, что они категорически против употребления наркотиков, и в полной мере показали их отрицательное влияние — ломку Спиди, которой посвящена целая страница, показывающая его болезненное состояние (справиться с которым ему помогла Чёрная канарейка, подруга Оливера Куина), а также момент смерти азиатского наркомана. Само название «Snowbirds Don’t Fly» включает в себя сленговое американское слово «Snowbird», которое означает «кокаинист».

## Награды и значение
Snowbirds Don’t Fly стал победителем премии Shazam Award в номинации «Лучшая индивидуальная история» в 1971 году. Кроме того, мэр Нью-Йорка Джон Лидсей, в ответ на просьбу DC оценить их работу, отправил им письмо, которое было напечатано в #86. В 2004 году, обозреватель Comic Book Resources Джона Вейланд, назвал сюжет началом эпохи серьёзных и социально направленных комиксов в истории серии Green Lantern/Green Arrow, которые, в конечном счёте, ввели в DC и социальные меньшинства, например, гомосексуалиста Терри Берга, и достигла своего пика после введения Мии Дерден — преемницы Роя Харпера в качестве напарника Зелёной стрелы, которая была не только жертвой детской проституции, но и позже стала ВИЧ-инфицированной и, несмотря на свою печальную судьбу, изображается как положительный персонаж, и одним из главных героев, созданных писателем Джаддом Винником.